# Stadtgeschichte in Stein – Architekten in Berlin
Stadtgeschichte in Stein – Architekten in Berlin ist ein Dokumentarfilm des DEFA-Studios für Dokumentarfilme von Armin Georgi aus dem Jahr 1987, der im Auftrag des Fernsehens der DDR gedreht wurde.

## Handlung
Dieser Film widmet sich berühmten Architekten, die in Berlin ihre Spuren hinterlassen haben und das heutige Aussehen der Stadt, unter der Mitwirkung hunderter weiterer Architekten in mehreren Jahrhunderten, mitprägten. Allein drei von ihnen, Andreas Schlüter, Georg Wenzeslaus von Knobelsdorff und Karl Friedrich Schinkel, sind auf dem Wandfries der Alten Nationalgalerie, gemeinsam mit anderen berühmten Berliner Persönlichkeiten verewigt worden. 
Nach dem Dreißigjährigen Krieg beauftragt Kurfürst Friedrich Wilhelm den Baumeister Johann Gregor Memhardt, den durch den Krieg existierenden, verwahrlosten Zustand, durch eine planmäßige Erweiterung Berlins zu beseitigen. Den größten Bekanntheitsgrad erreicht er jedoch dadurch, dass er die Stadt in eine große Festung verwandelte, um einer erneuten Besetzung entgegenzuwirken. Doch Berlin wird immer größer und wächst auch außerhalb der Festungsmauern immer weiter. Als eines der ersten Häuser entsteht so sein eigenes Wohnhaus an der Stelle, wo später einmal die Straße Unter den Linden beginnt.
Als Kurfürst Friedrich III., der spätere König Friedrich der I., die Regentschaft in Brandenburg-Preußen übernimmt, mangelt es an schmuckreichen und vorzeigbaren Gebäuden. Um dieses zu ändern, wird der Bildhauer Andreas Schlüter 1694 als Hofbildhauer nach Berlin geholt, wo er mit dem Reiterstandbild des Großen Kurfürsten sein erstes großes Werk schafft. Dann folgt mit dem Bau des Zeughauses, der erste Auftrag als Architekt, dessen erster Versuch allerdings wegen der gewagten Konstruktionen und des sumpfigen Untergrunds misslingt. Bei der späteren Fertigstellung des Baus, bei dem er die bildhauerische Gestaltung der Fassaden übernimmt, zeigt er wieder sein wahres Können. Schräg gegenüber dem Zeughaus beginnt Schlüter, mit dem Schloss, sein Hauptwerk zu bauen, bei welchem er seine Eindrücke aus Italien verarbeitet. In diesem Zusammenhang soll auch der Münzturm umgebaut und aufgestockt werden. Auch hier macht wieder der morastige Untergrund Probleme, weshalb das fertiggestellte Gebäude wieder abgerissen werden muss. Seitdem erhält er keine großen Bauaufgaben mehr. Das letzte was er in Berlin gestaltet, sind die Särge des Königs und der Königin, bevor er sich nach Sankt Petersburg verabschiedet. 
Friedrich Wilhelm I., genannt auch der Soldatenkönig, verlangt von seinen Baumeistern, dass sie zweckmäßig, schön und nicht zu teuer bauen. Einer dieser Baumeister ist Johann Philipp Gerlach, der Wohnhäuser und Unterkünfte für Handwerker und Soldaten baut. Besonders aber, liegt ihm das Stadtbild am Herzen. So vollendet er die Planungen der Friedrichstadt mit der Friedrichstraße als Hauptachse. Als Oberbaudirektor plant und beaufsichtigt Gerlach das Geschehen in der Stadt. Er baut aber nur ein höfisches Gebäude in Berlin und das ist das Kronprinzenpalais Unter den Linden. Bis auf dieses Gebäude sind ein großer Teil seiner Bauten bereits in der Regierungszeit Friedrich II. umgebaut oder abgerissen worden. Der Rest fällt der Gründerzeit und dem Zweiten Weltkrieg zum Opfer.
Friedrich Wilhelm I. wird auf Georg Wenzeslaus von Knobelsdorff aufmerksam und platziert ihn im Umfeld seines Sohnes, dem Kronprinzen Friedrich, und beide freunden sich an. Obwohl Knobelsdorff keine Ahnung von Architektur hat, gibt ihm der Kronprinz, der spätere König Friedrich der Große, die Möglichkeit, sich am Schloss Rheinsberg mit dem Um- und Ausbau zu probieren. Nach dem Tod Friedrich Wilhelm I. wird Knobelsdorff umgehend zum Oberintendanten aller königlichen Schlösser und Gärten berufen und die beiden Freunde beginnen mit der Planung und Errichtung des Friedrichforums. Das erste Gebäude, welches Knobelsdorff erbaut, ist das Opernhaus, die heutige Staatsoper Unter den Linden. Doch bereits beim zweiten Bau, der St.-Hedwigs-Kathedrale beginnt der neue König Friedrich II. sich einzumischen, was sich beim Bau des Palais des Prinzen Heinrich, der heutigen Humboldt-Universität zu Berlin noch verstärkt und beim Schloss Sanssouci seinen Höhepunkt erreicht. Doch Knobelsdorff lässt sich nur schwer Vorschriften machen. Nachdem er bei einem Streitgespräch in Sanssouci seinen König einfach stehen ließ, bekommt er keine großen Bauaufträge mehr. 
Nach dem Tod König Friedrich II. und der Französischen Revolution gehen die bürgerlich-revolutionären Ideen in Europa um. In Berlin wird von Carl Gotthard Langhans das berühmte Brandenburger Tor geschaffen. Doch der Architekt, der sich in Berlin besonders häufig verewigen wird, ist arbeitslos und verdient sich mit Malereien sein Brot. Es ist Karl Friedrich Schinkel. Im besetzten Königreich Preußen ruht jegliche Bautätigkeit. Erst im Alter von 37 Jahren beendet Schinkel den Bau der Haupt- und Königswache in Berlin, woraufhin er mit Aufträgen fast überschüttet wird. Nachdem 1817 das von Langhans erbaute Theater am Gendarmenmarkt abbrennt, erhält Schinkel den Auftrag, auf den alten Grundmauern ein neues Theater zu errichten. Dieses neue Gebäude öffnet sich zur Mitte des Platzes, womit das Ensemble des Gendarmenmarkts einen würdigen Abschluss erhält. Ein weiteres beachtliches Bauwerk entsteht, da sich König Friedrich Wilhelm III. hat überreden lassen, auf dem Lustgarten vor dem Schloss für seine vielen Kunstwerke, ein Museum bauen zulassen, damit sich die Öffentlichkeit daran erfreuen kann. Es wird Schinkels bestes Werk, das er selbst nicht mehr übertreffen kann. Es entstehen aber noch viele Bauten unter seiner Führung, so auch die Friedrichswerdersche Kirche das als erstes neogotisches Bauwerk Berlins bezeichnet werden kann.
Stadtbaurat Ludwig Hoffmann versucht in seiner Zeit in über einhundert Gebäuden heimatliche Traditionen produktiv zu verwirklichen. Zu den von ihm geschaffenen Bauten gehört auch das Alte Stadthaus. In seiner Zeit schreitet die industrielle Revolution voran. Es werden immer mehr Wohnungen für die neu Hinzugezogenen benötigt, die möglichst zentral liegen und billig sein sollen. Es gibt Architekten, die nicht gewillt sind, die üblich geforderte Gewinnorientierung mitzumachen und die soziale und architektonisch vorzeigbare Häuser bauen wollen. Zu ihnen gehört Bruno Taut, der verantwortlich ist, für die Errichtung mehrerer Wohnhaussiedlungen, die durch ihre niedrige Höhe und Farbigkeit hervorstechen. Aus den Erkenntnissen, die er hier gewinnt, kann er für künftige Mietbauten in der Innenstadt, viele Erfahrungen sammeln. Eine wichtige Neuerung seiner Bauten ist, dass er die Höfe zur Straße hin öffnet und begrünt. Da aber Wohnungen in dieser Form und mit Balkonen zu dieser Zeit nicht normal sind, bleiben solche Beispiele die Ausnahme. Mit dem Aufkommen des Nationalsozialismus darf Taut nicht mehr bauen und muss Deutschland verlassen. 

## Produktion und Veröffentlichung
Stadtgeschichten in Stein – Architekten in Berlin wurde im Jahr 1987 von der Produktionsgruppe forum im 35-mm-Format auf ORWO-Color gedreht und hatte seine Erstausstrahlung am 13. Juli 1987 im 1. Programm des Fernsehens der DDR. 
Für die Dramaturgie war Ruth Schmal zuständig.

## Auszeichnungen
- 1987: Staatliches Prädikat: „Wertvoll“